# Oshkosh Corporation
La Oshkosh Corporation, precedentemente denominata Oshkosh Truck, è un'azienda statunitense che progetta e costruisce veicoli ad uso speciale, veicoli militari, carrozzerie, autocarri antincendio aeroportuali e piattaforme di lavoro aeree.
L'azienda, fondata a Oshkosh, nello stato del Wisconsin, impiega più di sedicimila persone in tutto il mondo.
Oshkosh Corporation costruisce e vende i propri prodotti attraverso vari brand e suddivisioni, come quella commerciale (che produce veicoli come camion betoniere e autocompattatori), una divisione per veicoli antincendio e di emergenza, una divisione difesa (Oshkosh Defense) e la JLG Industries, che produce prevalentemente piattaforme di lavoro. Oshkosh Defense è tra i più importanti appaltatori delle forze armate statunitensi (ricevendo molte commesse anche da forze armate estere): attualmente rappresenta l'unico fornitore di camion tattici medi e pesanti per l'esercito degli Stati Uniti e lo United States Marine Corps.

## Storia
L'azienda venne fondata nel 1917 come Wisconsin Duplex Auto Company ed era dedita alla produzione di camion a trazione integrale per impieghi speciali. Il primo prototipo a quattro ruote motrici, denominato Old Betsy, è ancora oggi visibile presso il nuovo edificio del quartier generale a Oshkosh: il veicolo funziona ancora ed è spesso utilizzato in manifestazioni e sfilate. Il primo camion prodotto in serie fu il Modello A da 2 tonnellate, assemblato in sette esemplari nel 1918. Ad esso seguirono il modello B da 3,5 tonnellate e il modello F da 5 tonnellate. Il modello TR, introdotto nel 1933, rappresentò una diversificazione di produzione per l'azienda ed è stata la prima macchina movimento terra gommata mai costruita.

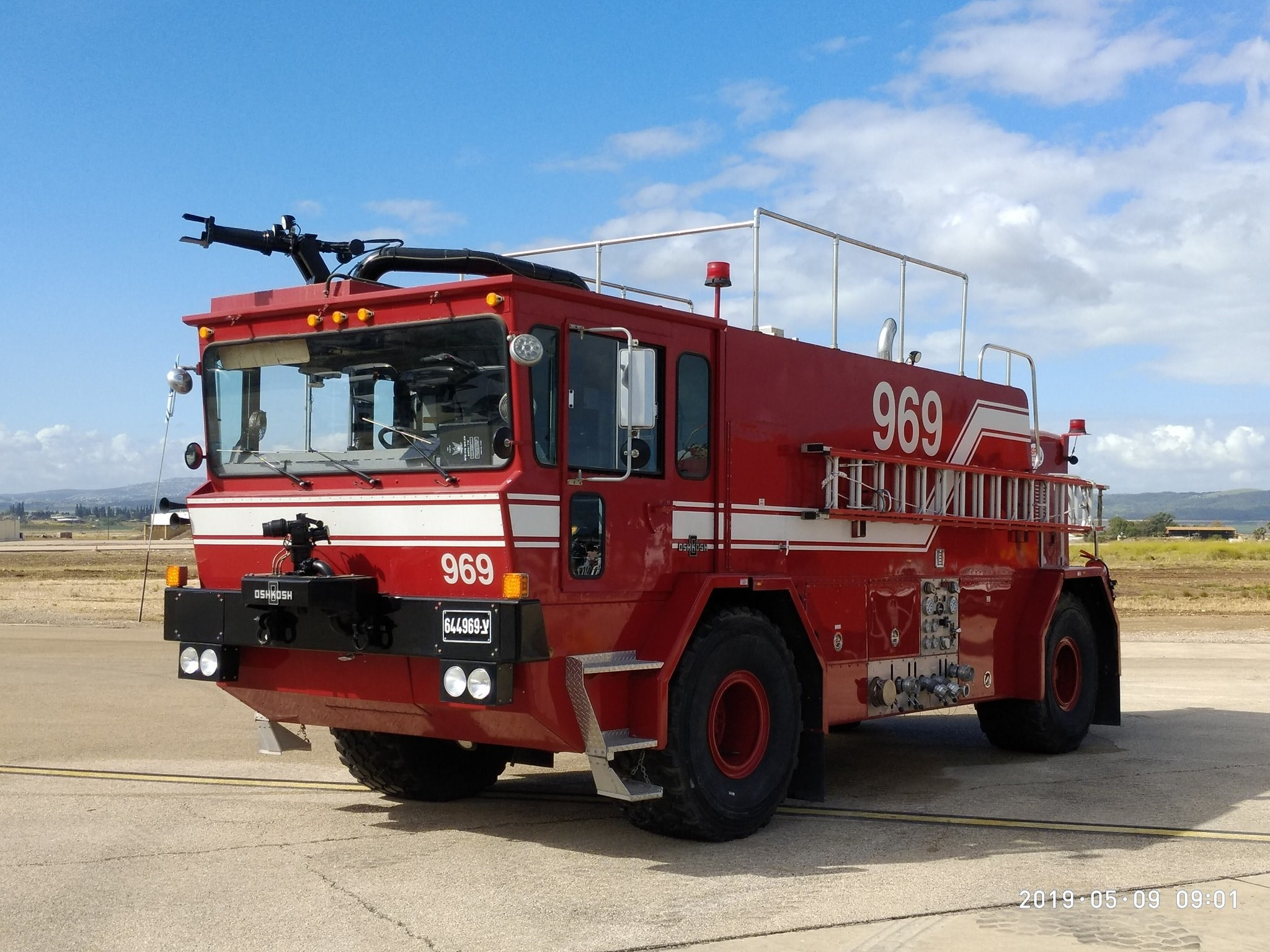
Veicolo antincendio aeroportuale Oshkosh T-1500

Il Modello 50-50, introdotto nel 1955, è stato il primo autocarro creato appositamente per il trasporto di calcestruzzo. Il camion spazzaneve W2206, prodotto in massa durante i primi anni Cinquanta, venne ampiamente utilizzato sia in ambito civile che militare (più di mille esemplari vennero prodotti esclusivamente per le forze armate statunitensi per la rimozione della neve dagli aeroporti). Oshkosh ha anche prodotto trattori da traino per aerei, tra cui il modello da traino pesante U-30 del 1968, di cui vennero costruiti 45 esemplari destinati all'aeronautica statunitense per trainare l'aereo da trasporto Lockheed C-5 Galaxy.
Nel 1976 la società vinse un contratto con l'esercito degli Stati Uniti per la fornitura di 744 veicoli da trasporto pesante M911.
Il 25 agosto 2015, Oshkosh si è aggiudicata il contratto Joint Light Tactical Vehicle delle forze armate statunitensi. La commessa iniziale aveva un valore di 6,75 miliardi di dollari per un massimo di 16.901 veicoli. L'obiettivo di approvvigionamento delle forze armate statunitensi è poi accresciuto a 49.099 veicoli destinati all'esercito e 9.091 veicoli destinati ai Marines, più vari JLTV destinati anche alla marina e all'aeronautica. Il costo stimato del programma è di 47,6 miliardi di dollari. Il JLTV sostituirà parzialmente l'Humvee.
Il 7 novembre 2017, il consiglio comunale di Oshkosh ha approvato una proposta per vendere parte di un secolare campo da golf lungo la riva del lago Butte des Morts alla Oshkosh Corporation per la costruzione della sua nuova sede. Il 22 novembre 2017, l'azienda ha annunciato che avrebbe costruito la nuova sede sul campo da golf. La città prevede di riqualificare il resto del campo da golf in un nuovo spazio pubblico.
Il 7 febbraio 2018 l'esercito degli Stati Uniti ha annunciato che la commessa per la famiglia di veicoli FMTV A2 è stata assegnata a Oshkosh Defense, la quale aveva già costruito il precedente FMTV A1P2, essendosi aggiudicata questo contratto nell'agosto 2009. Ad agosto 2021 Oshkosh ha costruito circa 40.000 FMTV per l'esercito americano e altre forze armate.
Nel febbraio 2020, Oshkosh Corporation è stata nominata da Ethisphere una delle aziende più etiche del mondo 2020.

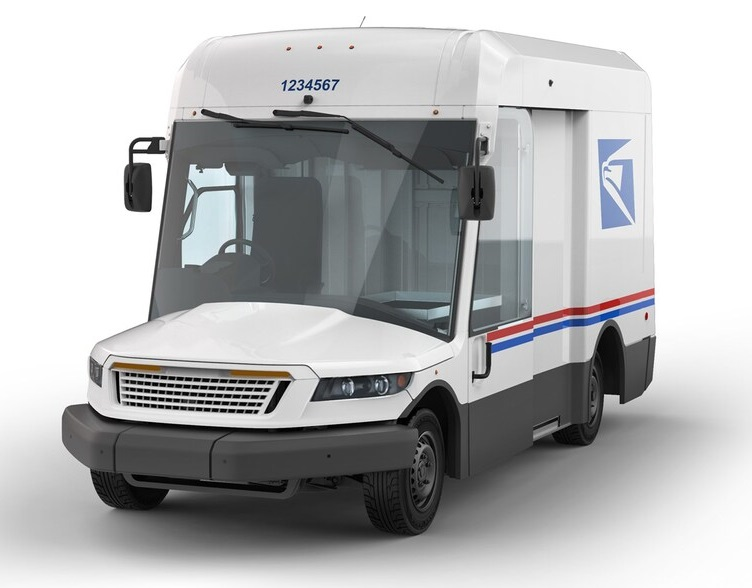
Prototipo NGVD

Nel febbraio 2021 Oshkosh Defense si è aggiudicata il contratto per i camion Next Generation Delivery Vehicle (NGDV) del servizio postale degli Stati Uniti per un numero compreso tra 50.000 e 165.000 unità in dieci anni, con l'inizio della produzione previsto per il 2023. La flotta includerà veicoli con motore a combustione interna a basse emissioni e veicoli elettrici a batteria (BEV), per un costo stimato di oltre 6 miliardi di dollari.

## Sedi
La sede principale della Oshkosh Corporation è situata a Oshkosh, nel Wisconsin. L'azienda è attiva in otto degli Stati Uniti d'America e in Australia, Canada, Cina, Francia e Romania e attraverso, investimenti in joint venture, in Messico e Brasile. La divisione Access Equipment (dedita alla produzione di mezzi quali le piattaforme aeree) ha sede a McConnellsburg, in Pennsylvania; la divisione difesa a Oshkosh, Wisconsin; la divisione antincendio e di emergenza ad Appleton, Wisconsin e la divisione commerciale a Dodge Center, Minnesota.
I prodotti e servizi Oshkosh sono venduti in più di 150 paesi in tutto il mondo. L'azienda mantiene anche una rete di assistenza globale.